# Webby Award
Webby Award je ocenění udělované za internetové počiny. Ocenění vzniklo v roce 1996 za podpory organizací Academy of Web Design a Cool Site of the Day. Současnou podobu ocenění založila Tiffany Shlain. V letech 1996 až 2004 byla cena udělována v San Franciscu. Vítěze vybírá porota organizace International Academy of Digital Arts and Sciences, jejímiž členy jsou či byli například Arianna Huffingtonová, Harvey Weinstein, Freddie Wong, Vint Cerf a Richard Branson. Mezi vítěze patří například Amazon.com, eBay, iTunes a Yahoo!.